# Lepidotrigla abyssalis
Lepidotrigla abyssalis är en fiskart som beskrevs av Jordan och Starks, 1904. Lepidotrigla abyssalis ingår i släktet Lepidotrigla och familjen knotfiskar. Inga underarter finns listade i Catalogue of Life.